# Paco Aguilar
Francisco Aguilar Reina (Sevilla, 1 de enero de 1949), conocido como Paco Aguilar, es un humorista, cantante, compositor y comunicador español. Licenciado en Bellas Artes por la Facultad Santa Isabel de Hungría de la Universidad de Sevilla. También es productor por el Instituto Oficial de la RTVE. 
Aunque su carrera artística comenzó como guitarrista en grupos como "Los amigos de Gines" y "Yerbabuena" durante las décadas de 1960 y 1970, alcanzó la notoriedad nacional gracias a su participación como cómico en el programa No te rías que es peor, emitido en Televisión Española desde 1990 a 1995. Con anterioridad fue productor en varios programas de RTVE.
Ha sido colaborador de radio con Luis de Olmo, Carlos Herrera y Encarna Sánchez. Además ha trabajado como guionista de radio y de series de televisión como ‘Sara y punto’.
Así mismo, fue presentador de la Bienal de Flamenco de Sevilla de 1986.
En Canal Sur fue productor del primer programa de verano en directo en el año 1990, así como de programas taurinos, especiales de Fin de Año y Nochebuena. Igualmente presentó junto a Paco Gandía y Pedro Reyes el programa ‘Mira qué bueno’.

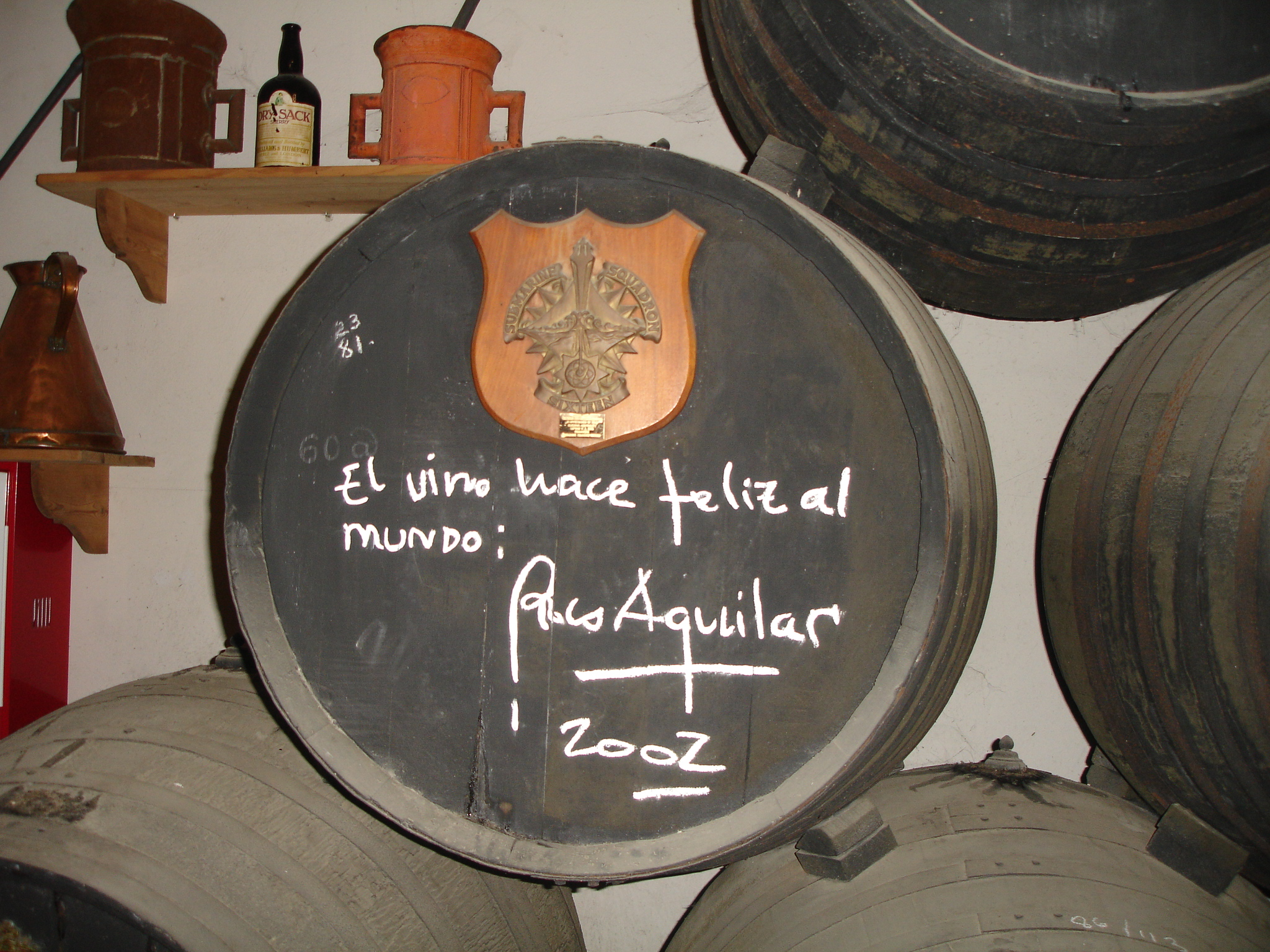
Firma en un Jerez

Actualmente presenta, junto a Mercedes Vega, el programa "Andalucía sin barreras" en Canal Sur Radio, del cual es director. Se trata de un espacio, en formato podcast, que aborda el mundo de las personas con discapacidad desde una perspectiva real y auténtica, con humor y sin condescendencia, desde hace más de 20 años. Es el programa pionero en la radio española que se ocupa exclusivamente de asuntos relativos a la discapacidad física, intelectual, sensorial y mental. Paco Aguilar tiene esclerosis múltiple desde principio de los años ochenta.